# Championnats du monde de ski acrobatique 2021 - Skicross hommes
Navigation
Édition précédente Édition suivante
Le skicross masculin des Championnats du monde de ski acrobatique 2021 s'est déroulé du 10 au 13 février 2021 à Idre Fjäll (Suède). 
Au terme d'une finale disputée c'est le suisse Alex Fiva qui remporte le titre de Champion du monde, 8 ans après sa victoire en Coupe du monde. François Place , qui était le champion du monde en titre,  monte sur la seconde marche du podium et obtient ainsi un 3e podium consécutif en championnat du monde. Le jeune Erik Mobärg complète le podium.

## Médaillés
| Or        | Argent         | Bronze      |
| Alex Fiva | François Place | Erik Mobärg |

## Résultats détaillés

### Qualifications
L'épreuve de qualification s'est déroulée le 10 février.
| Rang | Dossard | Athlète                   | Nationalité     | Temps   | Notes |
| ---- | ------- | ------------------------- | --------------- | ------- | ----- |
| 1    | 12      | François Place            | France          | 1:11.26 | Q     |
| 2    | 1       | David Mobärg              | Suède           | 1:11.86 | Q     |
| 3    | 7       | Jonas Lenherr             | Suisse          | 1:12.04 | Q     |
| 4    | 5       | Alex Fiva                 | Suisse          | 1:12.08 | Q     |
| 5    | 8       | Bastien Midol             | France          | 1:12.29 | Q     |
| 6    | 6       | Niklas Bachsleitner       | Allemagne       | 1:12.37 | Q     |
| 7    | 14      | Jean-Frédéric Chapuis     | France          | 1:12.44 | Q     |
| 8    | 9       | Reece Howden              | Canada          | 1:12.71 | Q     |
| 9    | 11      | Florian Wilmsmann         | Allemagne       | 1:12.78 | Q     |
| 10   | 18      | Johannes Rohrweck         | Autriche        | 1:12.85 | Q     |
| 11   | 15      | Ryan Regez                | Suisse          | 1:12.86 | Q     |
| 12   | 2       | Tyler Wallasch            | États-Unis      | 1:13.00 | Q     |
| 13   | 16      | Brady Leman               | Canada          | 1:13.13 | Q     |
| 14   | 22      | Cornel Renn               | Allemagne       | 1:13.22 | Q     |
| 15   | 21      | Christopher Delbosco      | Canada          | 1:13.26 | Q     |
| 16   | 4       | Marc Bischofberger        | Suisse          | 1:13.27 | Q     |
| 17   | 10      | Jonathan Midol            | France          | 1:13.41 | Q     |
| 18   | 13      | Kristofor Mahler          | Canada          | 1:13.41 | Q     |
| 19   | 20      | Youri Duplessis Kergomard | France          | 1:13.60 | Q     |
| 20   | 19      | Johannes Aujesky          | Autriche        | 1:13.63 | Q     |
| 21   | 17      | Robert Winkler            | Autriche        | 1:13.75 | Q     |
| 22   | 26      | Oliver Davies             | Grande-Bretagne | 1:13.78 | Q     |
| 23   | 3       | Viktor Andersson          | Suède           | 1:13.79 | Q     |
| 24   | 25      | Ryo Sugai                 | Japon           | 1:13.90 | Q     |
| 25   | 24      | Sandro Siebenhofer        | Autriche        | 1:14.40 | Q     |
| 26   | 35      | Erik Mobärg               | Suède           | 1:14.42 | Q     |
| 27   | 28      | Satoshi Furuno            | Japon           | 1:14.46 | Q     |
| 28   | 27      | Ferdinand Dorsch          | Allemagne       | 1:14.57 | Q     |
| 29   | 23      | Simone Deromedis          | Italie          | 1:14.75 | Q     |
| 30   | 29      | Sergueï Ridzik            | Russie          | 1:14.83 | Q     |
| 31   | 40      | Fredrik Nilsson           | Suède           | 1:15.30 | Q     |
| 32   | 37      | Edoardo Zorzi             | Italie          | 1:15.37 | Q     |
| 33   | 39      | Dominik Züch              | Italie          | 1:15.48 |       |
| 34   | 36      | Douglas Crawford          | Australie       | 1:15.95 |       |
| 35   | 30      | Igor Omelin               | Russie          | 1:16.12 |       |
| 36   | 33      | Xander Vercammen          | Belgique        | 1:16.64 |       |
| 37   | 38      | Ryuto Kobayashi           | Japon           | 1:16.95 |       |
| 38   | 31      | Vladimir Shmyrov          | Russie          | 1:17.40 |       |
| 39   | 32      | Robbie Morrison           | Australie       | 1:17.41 |       |
| 40   | 34      | Artem Nabiulin            | Russie          | 1:19.31 |       |
| 41   | 41      | Koppány Pap               | Hongrie         | 1:19.57 |       |

### Huitièmes de finale
| Rang | Dossard | Athlète            | Nationalité | Notes |
| ---- | ------- | ------------------ | ----------- | ----- |
| 1    | 17      | Jonathan Midol     | France      | Q     |
| 2    | 1       | François Place     | France      | Q     |
| 3    | 32      | Edoardo Zorzi      | Italie      |       |
| 4    | 16      | Marc Bischofberger | Suisse      |       |

| Rang | Dossard | Athlète          | Nationalité | Notes |
| ---- | ------- | ---------------- | ----------- | ----- |
| 1    | 5       | Bastien Midol    | France      | Q     |
| 2    | 21      | Robert Winkler   | Autriche    | Q     |
| 3    | 12      | Tyler Wallasch   | États-Unis  |       |
| 4    | 28      | Ferdinand Dorsch | Allemagne   |       |

| Rang | Dossard | Athlète                   | Nationalité | Notes |
| ---- | ------- | ------------------------- | ----------- | ----- |
| 1    | 3       | Jonas Lenherr             | Suisse      | Q     |
| 2    | 14      | Cornel Renn               | Allemagne   | Q     |
| 3    | 19      | Youri Duplessis Kergomard | France      |       |
| 4    | 30      | Sergueï Ridzik            | Russie      |       |

| Rang | Dossard | Athlète               | Nationalité | Notes |
| ---- | ------- | --------------------- | ----------- | ----- |
| 1    | 26      | Erik Mobärg           | Suède       | Q     |
| 2    | 10      | Johannes Rohrweck     | Autriche    | Q     |
| 3    | 23      | Viktor Andersson      | Suède       |       |
| 4    | 7       | Jean-Frédéric Chapuis | France      |       |

| Rang | Dossard | Athlète            | Nationalité | Notes |
| ---- | ------- | ------------------ | ----------- | ----- |
| 1    | 8       | Reece Howden       | Canada      | Q     |
| 2    | 25      | Sandro Siebenhofer | Autriche    | Q     |
| 3    | 9       | Florian Wilmsmann  | Allemagne   |       |
| 4    | 24      | Ryo Sugai          | Japon       |       |

| Rang | Dossard | Athlète          | Nationalité | Notes |
| ---- | ------- | ---------------- | ----------- | ----- |
| 1    | 20      | Johannes Aujesky | Autriche    | Q     |
| 2    | 4       | Alex Fiva        | Suisse      | Q     |
| 3    | 13      | Brady Leman      | Canada      |       |
| 4    | 29      | Simone Deromedis | Italie      |       |

| Rang | Dossard | Athlète             | Nationalité     | Notes |
| ---- | ------- | ------------------- | --------------- | ----- |
| 1    | 22      | Oliver Davies       | Grande-Bretagne | Q     |
| 2    | 6       | Niklas Bachsleitner | Allemagne       | Q     |
| 3    | 11      | Ryan Regez          | Suisse          |       |
| 4    | 27      | Satoshi Furuno      | Japon           |       |

| Rang | Dossard | Athlète              | Nationalité | Notes |
| ---- | ------- | -------------------- | ----------- | ----- |
| 1    | 2       | David Mobärg         | Suède       | Q     |
| 2    | 18      | Kristofor Mahler     | Canada      | Q     |
| 3    | 31      | Fredrik Nilsson      | Suède       |       |
| 4    | 15      | Christopher Delbosco | Canada      |       |

### Quarts de finale
| Rang | Dossard | Athlète            | Nationalité | Notes |
| ---- | ------- | ------------------ | ----------- | ----- |
| 1    | 8       | Reece Howden       | Canada      | Q     |
| 2    | 1       | François Place     | France      | Q     |
| 3    | 17      | Jonathan Midol     | France      |       |
| 4    | 25      | Sandro Siebenhofer | Autriche    |       |

| Rang | Dossard | Athlète             | Nationalité     | Notes |
| ---- | ------- | ------------------- | --------------- | ----- |
| 1    | 6       | Niklas Bachsleitner | Allemagne       | Q     |
| 2    | 22      | Oliver Davies       | Grande-Bretagne | Q     |
| 3    | 14      | Cornel Renn         | Allemagne       |       |
| 4    | 3       | Jonas Lenherr       | Suisse          |       |

| Rang | Dossard | Athlète          | Nationalité | Notes |
| ---- | ------- | ---------------- | ----------- | ----- |
| 1    | 4       | Alex Fiva        | Suisse      | Q     |
| 2    | 20      | Johannes Aujesky | Autriche    | Q     |
| 3    | 5       | Bastien Midol    | France      |       |
| 4    | 21      | Robert Winkler   | Autriche    |       |

| Rang | Dossard | Athlète           | Nationalité | Notes |
| ---- | ------- | ----------------- | ----------- | ----- |
| 1    | 10      | Johannes Rohrweck | Autriche    | Q     |
| 2    | 26      | Erik Mobärg       | Suède       | Q     |
| 3    | 18      | Kristofor Mahler  | Canada      |       |
| 4    | 2       | David Mobärg      | Suède       |       |

### Demi-fiales
| Rang | Dossard | Athlète          | Nationalité | Notes |
| ---- | ------- | ---------------- | ----------- | ----- |
| 1    | 1       | François Place   | France      | GF    |
| 2    | 4       | Alex Fiva        | Suisse      | GF    |
| 3    | 8       | Reece Howden     | Canada      | PF    |
| 4    | 20      | Johannes Aujesky | Autriche    | PF    |

| Rang | Dossard | Athlète             | Nationalité     | Notes |
| ---- | ------- | ------------------- | --------------- | ----- |
| 1    | 26      | Erik Mobärg         | Suède           | GF    |
| 2    | 22      | Oliver Davies       | Grande-Bretagne | GF    |
| 3    | 10      | Johannes Rohrweck   | Autriche        | PF    |
| 4    | 6       | Niklas Bachsleitner | Allemagne       | PF    |

### Finales
| Rang | Dossard | Athlète             | Nationalité | Notes |
| ---- | ------- | ------------------- | ----------- | ----- |
| 5    | 8       | Reece Howden        | Canada      |       |
| 6    | 6       | Niklas Bachsleitner | Allemagne   |       |
| 7    | 20      | Johannes Aujesky    | Autriche    |       |
| 8    | 10      | Johannes Rohrweck   | Autriche    |       |

| Rang               | Dossard | Athlète        | Nationalité     | Notes |
| ------------------ | ------- | -------------- | --------------- | ----- |
| Médaille d'or      | 4       | Alex Fiva      | Suisse          |       |
| Médaille d'argent  | 1       | François Place | France          |       |
| Médaille de bronze | 26      | Erik Mobärg    | Suède           |       |
| 4                  | 22      | Oliver Davies  | Grande-Bretagne |       |

## Classement final
| Rang               | Dossard | Athlète                   | Nationalité     |
| ------------------ | ------- | ------------------------- | --------------- |
| Médaille d'or      | 5       | Alex Fiva                 | Suisse          |
| Médaille d'argent  | 12      | François Place            | France          |
| Médaille de bronze | 1       | David Mobärg              | Suède           |
| 4                  | 26      | Oliver Davies             | Grande-Bretagne |
| 5                  | 9       | Reece Howden              | Canada          |
| 6                  | 6       | Niklas Bachsleitner       | Allemagne       |
| 7                  | 19      | Johannes Aujesky          | Autriche        |
| 8                  | 18      | Johannes Rohrweck         | Autriche        |
| 9                  | 8       | Bastien Midol             | France          |
| 10                 | 22      | Cornel Renn               | Allemagne       |
| 11                 | 10      | Jonathan Midol            | France          |
| 12                 | 13      | Kristofor Mahler          | Canada          |
| 13                 | 35      | Erik Mobärg               | Suède           |
| 14                 | 7       | Jonas Lenherr             | Suisse          |
| 15                 | 17      | Robert Winkler            | Autriche        |
| 16                 | 24      | Sandro Siebenhofer        | Autriche        |
| 17                 | 11      | Florian Wilmsmann         | Allemagne       |
| 18                 | 15      | Ryan Regez                | Suisse          |
| 19                 | 2       | Tyler Wallasch            | États-Unis      |
| 20                 | 16      | Brady Leman               | Canada          |
| 21                 | 20      | Youri Duplessis Kergomard | France          |
| 22                 | 3       | Viktor Andersson          | Suède           |
| 23                 | 40      | Fredrik Nilsson           | Suède           |
| 24                 | 37      | Edoardo Zorzi             | Italie          |
| 25                 | 14      | Jean-Frédéric Chapuis     | France          |
| 26                 | 21      | Christopher Delbosco      | Canada          |
| 27                 | 4       | Marc Bischofberger        | Suisse          |
| 28                 | 25      | Ryo Sugai                 | Japon           |
| 29                 | 28      | Satoshi Furuno            | Japon           |
| 30                 | 27      | Ferdinand Dorsch          | Allemagne       |
| 31                 | 23      | Simone Deromedis          | Italie          |
| 32                 | 29      | Sergueï Ridzik            | Russie          |
| 33                 | 39      | Dominik Züch              | Italie          |
| 34                 | 36      | Douglas Crawford          | Australie       |
| 35                 | 30      | Igor Omelin               | Russie          |
| 36                 | 33      | Xander Vercammen          | Belgique        |
| 37                 | 38      | Ryuto Kobayashi           | Japon           |
| 38                 | 31      | Vladimir Shmyrov          | Russie          |
| 39                 | 32      | Robbie Morrison           | Australie       |
| 40                 | 34      | Artem Nabiulin            | Russie          |
| 41                 | 41      | Koppány Pap               | Hongrie         |